# Trophée Gazet van Antwerpen 2005-2006
Navigation
2004-2005 2006-2007
Le Trophée Gazet van Antwerpen 2005-2006 est la 19e édition du Trophée Gazet van Antwerpen, compétition de cyclo-cross organisée par le quotidien belge néerlandophone Gazet van Antwerpen.

## Résultats
| Date         | Lieu                                      | Vainqueur       | Deuxième            | Troisième       |
| ------------ | ----------------------------------------- | --------------- | ------------------- | --------------- |
| 1er novembre | Koppenberg - GP Willy Naessens            | Sven Nys        | Bart Wellens        | John Gadret     |
| 11 novembre  | Niel - Jaarmarktcross                     | Sven Nys        | Niels Albert        | Bart Wellens    |
| 17 décembre  | Essen - GP Rouwmoer                       | Bart Wellens    | Richard Groenendaal | Sven Nys        |
| 28 décembre  | Loenhout - Azencross                      | Sven Nys        | Enrico Franzoi      | Petr Dlask      |
| 1er janvier  | Baal - GP Sven Nys                        | Lars Boom       | Sven Nys            | Niels Albert    |
| 4 février    | Lille - Krawatencross                     | Sven Nys        | Erwin Vervecken     | Tom Vannoppen   |
| 19 février   | Oostmalle - Internationale Sluitingsprijs | Gerben de Knegt | Sven Nys            | Erwin Vervecken |

## Classement final
| #   | Coureur             | Points |
| --- | ------------------- | ------ |
| 1.  | Sven Nys            | 247    |
| 2.  | Bart Wellens        | 200    |
| 3.  | Erwin Vervecken     | 165    |
| 4.  | Bart Aernouts       | 165    |
| 5.  | Richard Groenendaal | 161    |
| 6.  | Sven Vanthourenhout | 161    |
| 7.  | Enrico Franzoi      | 147    |
| 8.  | Gerben de Knegt     | 139    |
| 9.  | Wilant van Gils     | 118    |
| 10. | Tom Vannoppen       | 118    |

## Résultats détaillés
| #  | Coureur             | Temps   |
| -- | ------------------- | ------- |
| 1  | Sven Nys            | inconnu |
| 2  | Bart Wellens        |         |
| 3  | John Gadret         |         |
| 4  | Richard Groenendaal |         |
| 5  | Bart Aernouts       |         |
| 6  | Erwin Vervecken     |         |
| 7  | Tom Vannoppen       |         |
| 8  | Wilant van Gils     |         |
| 9  | Martin Zlamalik     |         |
| 10 | Erwin Vervecken     |         |

| #  | Coureur             | Temps   |
| -- | ------------------- | ------- |
| 1  | Sven Nys            | inconnu |
| 2  | Niels Albert        |         |
| 3  | Bart Wellens        |         |
| 4  | Erwin Vervecken     |         |
| 5  | Bart Aernouts       |         |
| 6  | Kevin Pauwels       |         |
| 7  | Zdeněk Štybar       |         |
| 8  | Sven Vanthourenhout |         |
| 9  | Tom Vannoppen       |         |
| 10 | Tim Van Nuffel      |         |

| #  | Coureur             | Temps   |
| -- | ------------------- | ------- |
| 1  | Bart Wellens        | inconnu |
| 2  | Richard Groenendaal |         |
| 3  | Sven Nys            |         |
| 4  | Erwin Vervecken     |         |
| 5  | Niels Albert        |         |
| 6  | Sven Vanthourenhout |         |
| 7  | Gerben de Knegt     |         |
| 8  | Kevin Pauwels       |         |
| 9  | Jan Soetens         |         |
| 10 | Bart Aernouts       |         |

| #  | Coureur             | Temps   |
| -- | ------------------- | ------- |
| 1  | Sven Nys            | inconnu |
| 2  | Enrico Franzoi      |         |
| 3  | Petr Dlask          |         |
| 4  | Gerben de Knegt     |         |
| 5  | Erwin Vervecken     |         |
| 6  | Kamil Ausbuher      |         |
| 7  | Radomír Šimůnek     |         |
| 8  | Sven Vanthourenhout |         |
| 9  | Florian Vogel       |         |
| 10 | Bart Wellens        |         |

| #  | Coureur             | Temps   |
| -- | ------------------- | ------- |
| 1  | Lars Boom           | inconnu |
| 2  | Sven Nys            |         |
| 3  | Niels Albert        |         |
| 4  | Gerben de Knegt     |         |
| 5  | Enrico Franzoi      |         |
| 6  | Erwin Vervecken     |         |
| 7  | Richard Groenendaal |         |
| 8  | Bart Wellens        |         |
| 9  | Peter Van Santvliet |         |
| 10 | Zdeněk Štybar       |         |

| #  | Coureur             | Temps   |
| -- | ------------------- | ------- |
| 1  | Sven Nys            | inconnu |
| 2  | Erwin Vervecken     |         |
| 3  | Tom Vannoppen       |         |
| 4  | Richard Groenendaal |         |
| 5  | Gerben de Knegt     |         |
| 6  | Sven Vanthourenhout |         |
| 7  | Bart Aernouts       |         |
| 8  | Bart Wellens        |         |
| 9  | Enrico Franzoi      |         |
| 10 | Jan Verstraeten     |         |

| Manche 7 Oostmalle \| # \| Coureur \| Temps \| \| -- \| ------------------- \| ------- \| \| 1 \| Gerben de Knegt \| inconnu \| \| 2 \| Sven Nys \| \| \| 3 \| Erwin Vervecken \| \| \| 4 \| Bart Wellens \| \| \| 5 \| Niels Albert \| \| \| 6 \| Sven Vanthourenhout \| \| \| 7 \| Richard Groenendaal \| \| \| 8 \| Bart Aernouts \| \| \| 9 \| Eddy van IJzendoorn \| \| \| 10 \| Radomír Šimůnek \| \| |                     |         |
| # | Coureur             | Temps   |
| 1 | Gerben de Knegt     | inconnu |
| 2 | Sven Nys            |         |
| 3 | Erwin Vervecken     |         |
| 4 | Bart Wellens        |         |
| 5 | Niels Albert        |         |
| 6 | Sven Vanthourenhout |         |
| 7 | Richard Groenendaal |         |
| 8 | Bart Aernouts       |         |
| 9 | Eddy van IJzendoorn |         |
| 10 | Radomír Šimůnek     |         |